# Dallas Lauderdale
Pour les articles homonymes, voir Lauderdale.
Dallas Lauderdale, né le 11 septembre 1988 à Solon dans l'Ohio, est un joueur américain de basket-ball. Il est le neveu de l'ancien basketteur Jim Chones.